# Wilhelm Alexander Pragher
Wilhelm Alexander Pragher (Willi sau Willy Pragher; n. 4 mai 1908, Berlin, Imperiul German – d. 25 iunie 1992, Freiburg im Breisgau, Germania) a fost un reporter-fotograf german care a făcut multe fotografii în România. 

## Biografie
A fost fiul unui inginer chimist imigrat în București și al unei nemțoaice.
A copilărit la București, în casa bunicului, un faimos negustor de blănuri de lux, Moritz Sigmund Prager, unul din stâlpii bisericii romano-catolice din București.
S-a dedicat fotografiei din adolescență, iar la vârsta de 16 ani publicase deja prima broșură de fotografii realizate în România. Și-a petrecut tinerețea în Germania și România, iar în 1939, înaintea izbucnirii războiului, a devenit fotograf și grafician al Societății Românești de Distribuire a Combustibilului din România.
Din 1932 pâna în 1939 a fost fotoreporter liber-profesionist la Berlin, perioadă în care și-a schimbat numele din Prager (numele de fată al mamei sale) în Pragher, întrucât un cunoscut cântăreț evreu de cuplete purta același nume, motiv pentru care autoritățile naziste îl verificau.

## Operă
Opera sa, de aproximativ un milion de fotografii, se află la Arhivele de Stat Freiburg
și cuprinde aproximativ 6000 de negative pe sticlă, 27 000 de diapozitive, 110 000 de fotografii (pozitive) pe hârtie și câteva sute de mii de negative de film.
În opinia lui Pragher, Bucureștiul interbelic era „un oraș în devenire, care trăiește o metamorfoză în salturi”.

## „Spații vizuale românești 1924-1944”
În anul 2007 a apărut albumul Willy Pragher. Spații vizuale românești 1924-1944, îngrijit de Kurt Hochstuhl și Josef Wolf și publicat de Editura "Thorbecke".

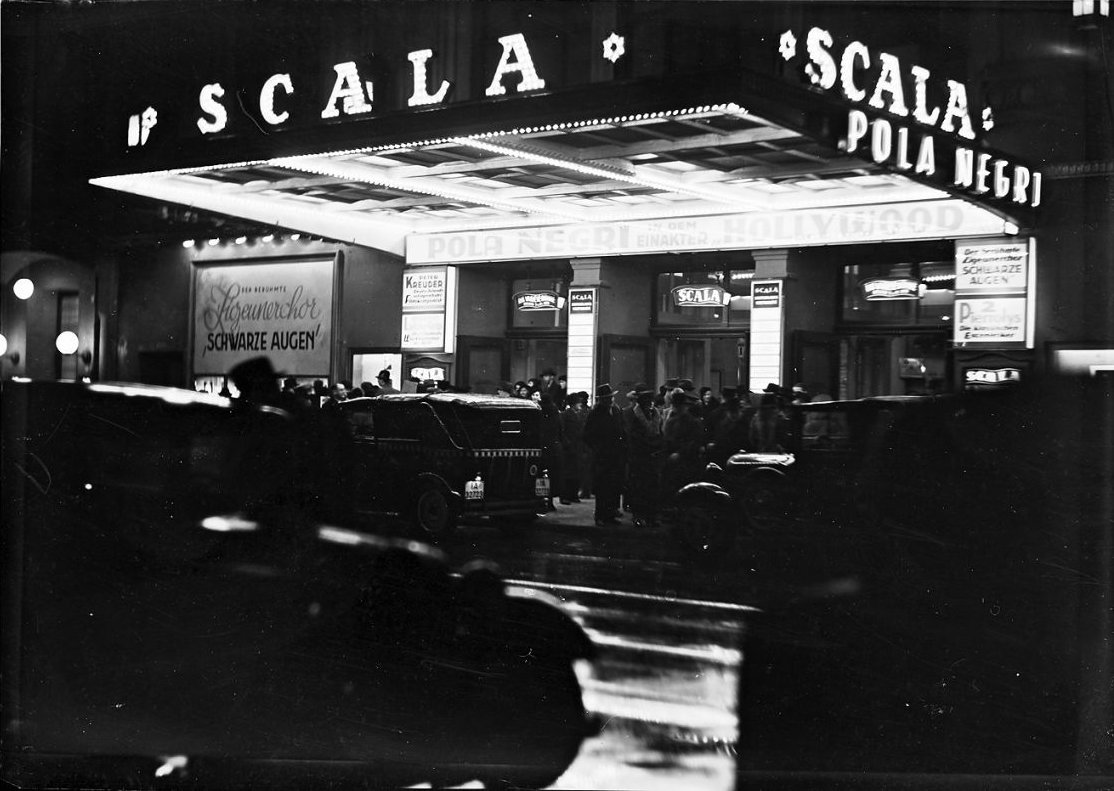
Scala Berlin (1936)
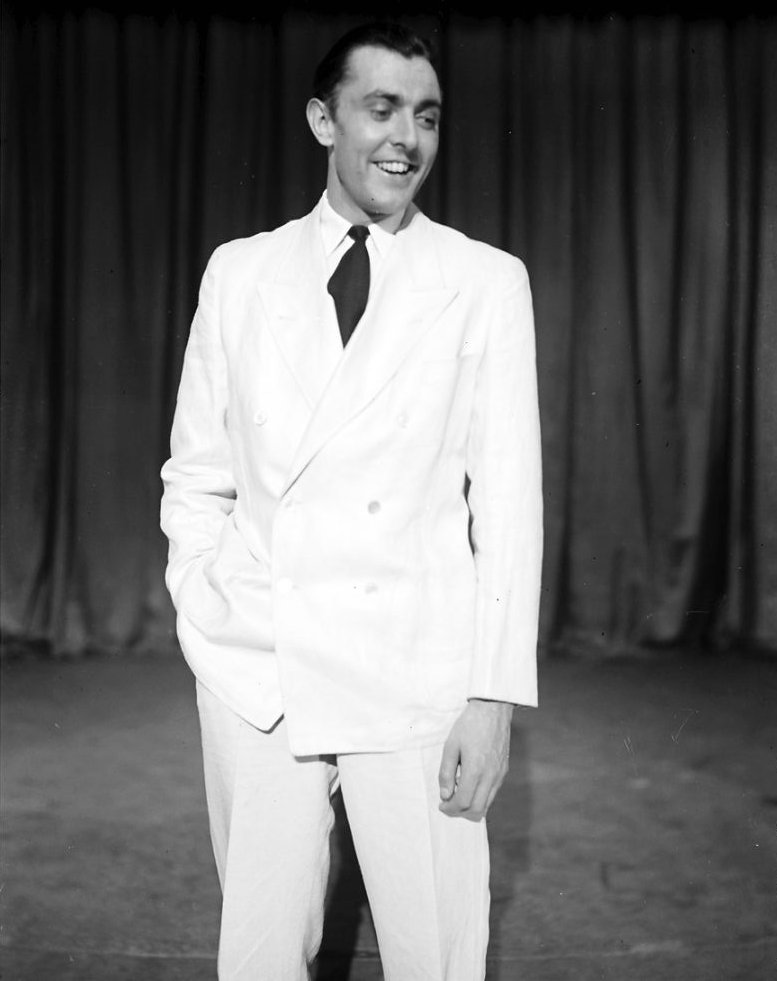
Jacques Tati (1938)
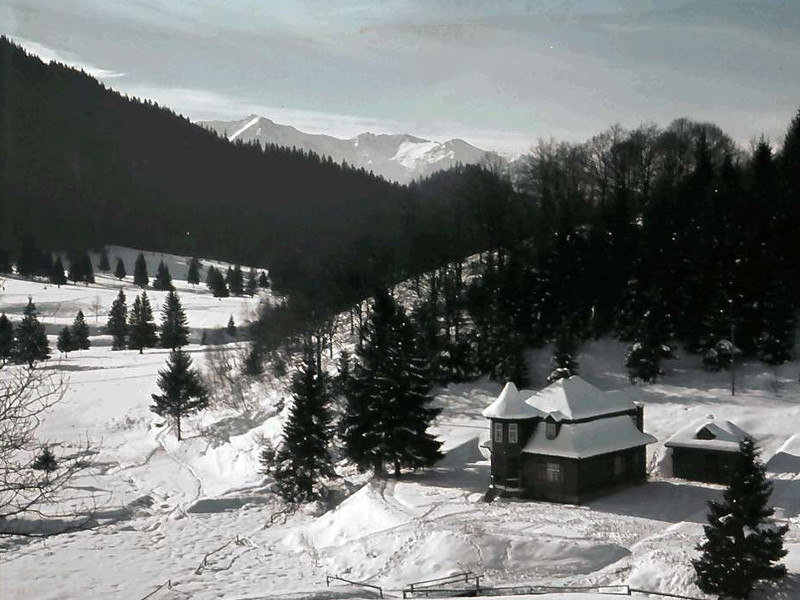
Poiana Brașov (anii 1940)
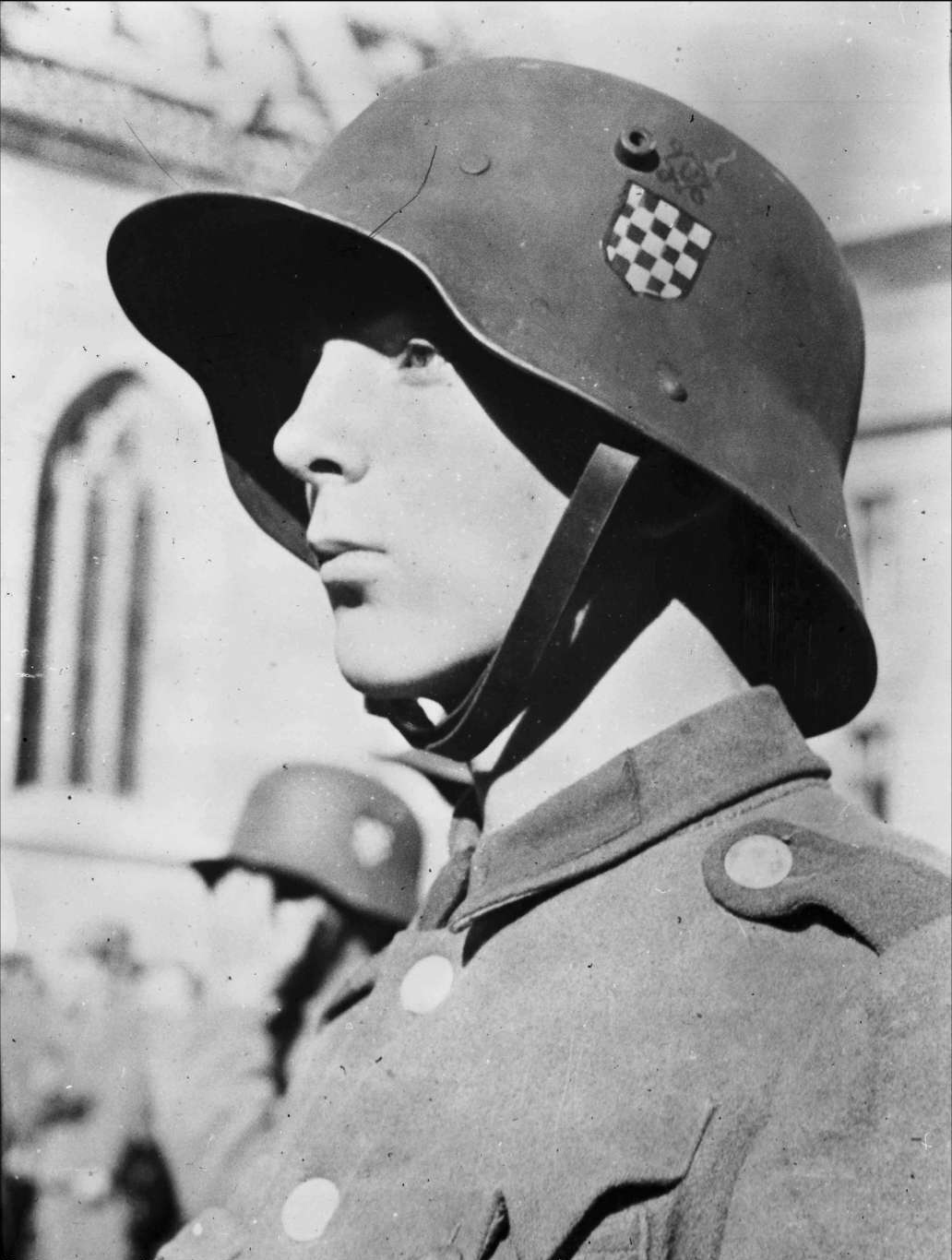
Propagandă Ustașa (1942)
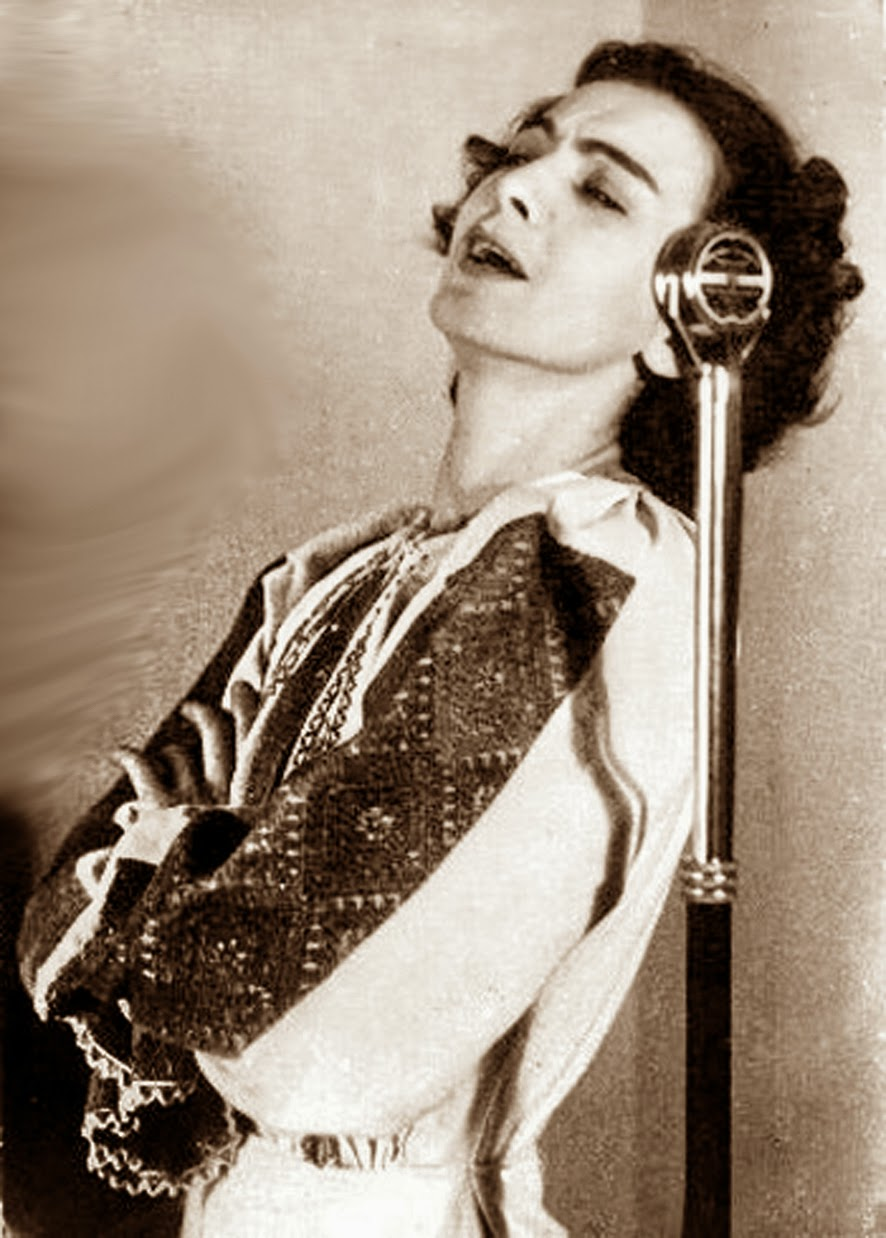
Maria Tănase
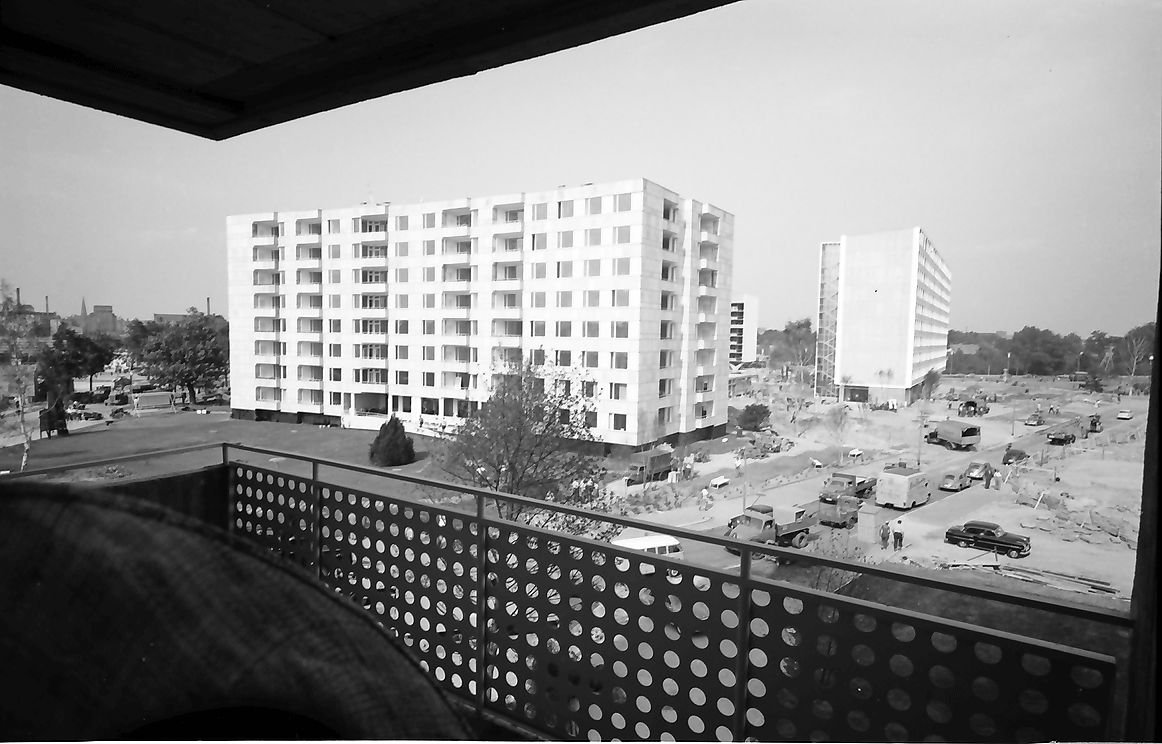
Berlin Klopstockstrasse (1957)